# Проституція в Узбекистані
Проституція в Узбекистані нелегальна, але поширена, особливо у Самарканді, Фергані і столиці країни Ташкенті. З моменту розпаду Радянського Союзу проституція у країні значно зросла. За оцінками ЮНЕЙДС, у країні налічується 22 000 працівників секс-бізнесу. Багато жінок в Узбекистані звернулися до проституції через бідність.
Узбекистан є місцем секс-туризму для чоловіків із Індії.

## ВІЛ
ВІЛ є проблемою у країні, але реальна ситуація невідома, оскільки уряд редагує цифри, щоб применшити цю проблему. Повії відносяться до групи високого ризику, і їх звинувачують у зростанні числа ВІЛ-інфекцій. У 2004 році з 11 000 зареєстрованих випадків ВІЛ-інфекції у країні 20 % становили працівники секс-бізнесу.
Клієнти неохоче користуються презервативами. За оцінками ЮНЕЙДС, під час платного сексу презервативи використовуються тільки в 50 % випадків.
За оцінками на 2016 рік поширеність ВІЛ-інфекцій серед секс-працівників становила 2,9 %.

## Секс-торгівля людьми
Узбецькі жінки і діти нерідко є об'єктами сексуальної торгівлі на Близькому Сході, у Євразії і Азії, а також всередині країни в публічних будинках, клубах і приватних резиденціях.
Стаття 135 Кримінального кодексу забороняє як секс-торгівлю, так і примусову працю, передбачаючи покарання у вигляді позбавлення волі на строк від трьох до 12 років. Уряд повідомив, що 250 злочинів, розслідуваних у 2016 році, пов'язані із сексуальною експлуатацією.
Управління з моніторингу і протидії торгівлі людьми Державного департаменту США зараховує Узбекистан до категорії країн «контрольного списку рівня 2», оскільки керівництво країни не повністю дотримується стандартів для боротьби з торгівлею людьми.